# Francuska Afryka Równikowa
Francuska Afryka Równikowa (fr. Afrique équatoriale française; AEF) – federacja francuskich kolonii w środkowej Afryce, między rzeką Kongo a Saharą. 
Ustanowiona w 1910 roku federacja składała się z czterech terytoriów: Gabonu, Konga Środkowego (obecnie Kongo), Ubangi-Szari (obecnie Republika Środkowoafrykańska) oraz Czadu (ten stanowił oddzielną jednostkę terytorialną od roku 1920). Generalny gubernator, który rezydował w Brazzaville, reprezentowany był przez swoich przedstawicieli w każdym z wymienionych wyżej terytoriów.
Za czasów francuskiej Czwartej Republiki (1946-58) federacja ta reprezentowana była we francuskim parlamencie. W referendum z września 1958 roku przegłosowano przyjęcie autonomii w ramach Wspólnoty Francuskiej – tym samym rozwiązano samą federację. W 1959 roku nowe republiki powołały, aż do uzyskania pełnej niepodległości w kwietniu 1960 roku, tymczasową organizację zwaną Unią Republik Środkowoafrykańskich. 